# Elsewhere

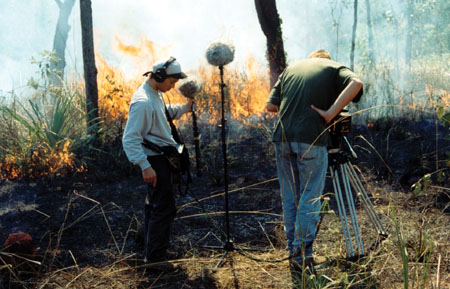
Elsewhere-Dreh in Australien

Elsewhere ist ein Dokumentarfilm des österreichischen Filmemachers, Kameramanns und Produzenten Nikolaus Geyrhalter. Die Weltpremiere fand am 26. November 2001 auf dem International Documentary Film Festival Amsterdam statt.

## Inhalt und Drehorte

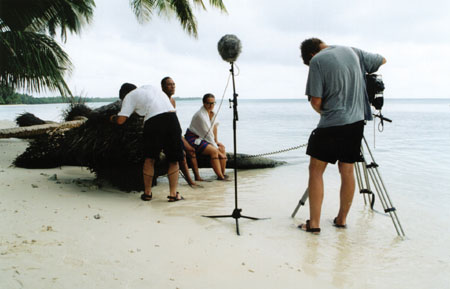
Elsewhere-Dreh in Mikronesien

Nikolaus Geyrhalter dokumentiert das Leben „anderswo“ zu Beginn des 21. Jahrhunderts. Der vierstündige Film teilt sich in zwölf Episoden zu je 20 Minuten, jede Episode steht für einen Monat des Jahres 2000. Im selben Jahr reiste der Regisseur für jeweils einen Monat an insgesamt zwölf verschiedene entlegene Orte der Erde und filmte in seinem besonderen Stil – ganz ohne Kommentar – das Leben von Menschen der unterschiedlichsten geographischen und kulturellen Herkunft, mit unterschiedlichen Traditionen, Lebensentwürfen und klimatischen Bedingungen.
| Zeitraum       | Drehort                                  | |
| -------------- | ---------------------------------------- | --- |
| Januar 2000    | Ekeschi, Aïr, Niger                      | Dreh bei den Tuareg im Aïr-Gebirge in Niger. Beim Wasserholen wird die Geschwindigkeit der Zeit hier förmlich sichtbar.                                                                                       |
| Februar 2000   | Karigasniemi, Sápmi, Finnland            | Hansa, der mit dem Motorschlitten in der Tundra seine Rentierherde hütet, wünscht sich manchmal menschliche Gesellschaft.                                                                                     |
| März 2000      | Ombivango, Kaokoland, Namibia            | Besuch bei einer Familie im Kaokoland: Zwei Frauen verbünden sich gegen ihren Mann, der sich eine dritte Frau wünscht.                                                                                        |
| April 2000     | Dambol Territory, Irian Jaya, Indonesien | Die Menschen im Wald von Irian Jaya leben in Baumhäusern, die ihnen Schutz vor den Gefahren des Waldes bieten.                                                                                                |
| Mai 2000       | Siorapaluk, Thule, Grönland              | Die Robbenjagd ist gefährlich; um sich davon abzulenken, plaudern die Jäger über Brigitte Bardot. |
| Juni 2000      | Manmoyi, Arnhemland, Australien          | Junge Aborigines müssen sich zwischen zwei Welten bewegen können – einer traditionellen und einer modernen Welt.                                                                                              |
| Juli 2000      | Umla, Ladakh, Indien                     | Tsewang Dolma treibt ihre Kühe im Sommer auf eine Art Alm auf über 4000 m Höhe – dort ist aufgrund der dünnen Luft die Lebensgeschwindigkeit langsamer.                                                       |
| August 2000    | Kantek ko Jawun, Sibirien, Russland      | In der westsibirischen Tundra wird nach Öl gebohrt und so die Lebensgrundlage der Familien vor Ort durch Umweltverschmutzung gefährdet.                                                                       |
| September 2000 | Zhong Shi, Yunnan, China                 | Mosuo-Haushalte werden vom „walking marriage“-System geprägt – Frauen bleiben mit ihren Kindern bei ihrer Ursprungsfamilie wohnen. Außerdem ist immer eine Frau das Familienoberhaupt.                        |
| Oktober 2000   | Thárros, Sardinien, Italien              | Es gibt kaum noch traditionelle Fischer auf Sardinien; Luigi Garau und sein Sohn gehören zu den letzten. |
| November 2000  | New Aiyansh, British Columbia, Kanada    | Dennis Nyce wurde als Kind in eine Residential School gesteckt und hat dort die Sprache seiner Eltern, Nisga’a, völlig verlernt. Heute schnitzt er Totempfähle, um zu seiner Kultur zurückzufinden.           |
| Dezember 2000  | Falalap, Woleai-Atoll, Mikronesien       | Amerikanische Transportflieger werfen alle zwei Jahre zu Weihnachten Geschenkpakete des Roten Kreuzes ab: Eine Insel, auf der alle mit nacktem Oberkörper herumlaufen, hat kaum Verwendung für alte T-Shirts. |

## Kritiken
Elsewhere fiel aufgrund der Filmlänge und des Filmkonzepts bei den Kritikern auf. Schon allein dass Geyrhalter ein Jahr lang um die Welt gereist ist, beeindruckt. „Bereits der Titel deutet die Offenheit des Konzepts an: Anderswo bedeutet in Elsewhere nicht die Beschränkung auf indigene Völker, nicht auf eine Welt, die sich nur über den Gegensatz zur westlichen bestimmen ließe. Es handelt sich eher um eine Spurensuche nach autarken Lebensformen, jenseits, am Rande, teilweise inmitten einer globalen Kultur“, findet Dominik Kamalzadeh vom Standard. Seiner Meinung nach geht es „um ein impressionistisches Sehen, welches das ‘Fremde’ nicht zum Spektakel erheben will.“
Rob Nelson von The Village Voice hält Elsewhere für Geyrhalters Epos: „the shockingly beautiful travelogue Elsewhere (2001), [is] a triumph of cinematic landscape photography and one of two four-hour films in his oeuvre.“ (deutsch: der schockierend schöne Reisebericht Elsewhere (2001) ist ein Triumph der filmischen Landschaftsfotografie und einer von zwei Vier-Stunden-Filmen in seinem Werk.)
Für Michael Köhler von der Berliner Zeitung dokumentiert Geyrhalter nicht auf eine klassische Art und Weise. Stattdessen „vollzieht [er] in „Elsewhere“ vielmehr die Bewegung des Dokumentarismus als Geste nach. Das Erstaunliche an diesem Purismus ist, dass die Bilder dennoch ihre Kraft behalten. Sie erzählen ihre leicht angedeuteten Geschichten und wir Besucher sehen und hören aus der Ferne staunend zu.“ Geyrhalter reduziert das Dokumentarfilmen also auf das Wesentliche.
Auch die Deutschlandpremiere des Films beim Frankfurter Filmfestival sorgte für Aufsehen: Georg Wasner von der Presse bezeichnet Geyrhalter als einen „globalen Bilderbogen, […] der in zwölf Episoden das Verstreichen des Jahres 2000 dokumentiert – überall dort, wo der Jahrtausendwechsel die Menschheit nicht weiter zu tangieren scheint. Im Monatsrhythmus bereiste Geyrhalter mit seinem Team die Länder Niger, Finnland, Namibia, Indonesien, Grönland, Australien, Indien, Russland, China, Italien, Kanada und Mikronesien; ein Unterfangen, das wohl nicht nur im Dokumentarfilm-Sektor seinesgleichen sucht.“

## Auszeichnungen
- International Documentary Film Festival Amsterdam 2001: Special Jury Award
- Diagonale Graz 2002: Preis für Innovative Produktionsleistung (2003)
- Pärnu International Documentary Film Festival 2002: Ethnographic Award
- Duisburg Filmwoche 2002: Publikumspreis[6]